# Бокс на літніх Олімпійських іграх 1924
Бокс на літніх Олімпійських іграх 1924

## Загальний медальний залік
| Місце               | Країна                          | Золото | Срібло | Бронза | Загалом |
| ------------------- | ------------------------------- | ------ | ------ | ------ | ------- |
| 1                   | США                             | 2      | 2      | 2      | 6       |
| 2                   | Велика Британія                 | 2      | 2      | 0      | 4       |
| 3                   | Данія                           | 1      | 2      | 0      | 3       |
| 4                   | Бельгія                         | 1      | 0      | 1      | 2       |
| 4                   | Норвегія                        | 1      | 0      | 1      | 2       |
| 6                   | Південно-Африканська Республіка | 1      | 0      | 0      | 1       |
| 7                   | Аргентина                       | 0      | 2      | 2      | 4       |
| 8                   | Канада                          | 0      | 0      | 1      | 1       |
| 8                   | Франція                         | 0      | 0      | 1      | 1       |
| Загалом (9 збірних) | Загалом (9 збірних)             | 8      | 8      | 8      | 24      |

## Медалісти
| Event                          | Золото                                        | Срібло                            | Бронза                        |
| ------------------------------ | --------------------------------------------- | --------------------------------- | ----------------------------- |
| Найлегша вага (до 50,8 кг)     | Фідель Лабарба · США                          | Джеймс Маккензі · Велика Британія | Раймонд Фі · США              |
| Легша вага (до 53,5 кг)        | Вільям Сміт · Південно-Африканська Республіка | Сальваторе Триполі · США          | Жан Цес · Франція             |
| Напівлегка вага (до 57,2 кг)   | Джекі Філдс · США                             | Джозеф Салас · США                | Педро Квартуцці · Аргентина   |
| Легка вага (до 61,2 кг)        | Ганс Якоб Нільсен · Данія                     | Альфредо Копелло · Аргентина      | Фредерік Бойлстейн · США      |
| Напівсередня вага (до 66,7 кг) | Жан Деларж · Бельгія                          | Ектор Мендес · Аргентина          | Дуглас Льюїс · Канада         |
| Середня вага (до 72,6 кг)      | Гаррі Маллін · Велика Британія                | Джон Елліотт · Велика Британія    | Джозеф Джуелс Бекен · Бельгія |
| Напівважка вага (до 79,4 кг)   | Харрі Мітчел · Велика Британія                | Тіге Петерсен · Данія             | Сверре Сьорсдал · Норвегія    |
| Важка вага (понад 79,4 кг)     | Отто фон Порат · Норвегія                     | Сорен Петерсен · Данія            | Альфредо Порсіо · Аргентина   |